# Championnat du monde de baseball des moins de 21 ans
Le Championnat du monde de baseball des moins de 21 ans est une compétition internationale sous l'égide de la Fédération internationale de baseball (IBAF). Elle compte comme événement mineur dans le Classement mondial établi par la fédération internationale.
Le Championnat du monde de baseball des moins de 21 ans 2014 est remporté par Taïwan à domicile.

## La compétition
La compétition rassemble 12 nations. Les équipes sont réparties en deux poules et s'affrontent en round robin simple.
Les deux premiers de poule se qualifient pour les demi-finales, les autres disputent des matchs de classement.

## Palmarès
| Année        | Lieu   |        | Or    | Argent       | Bronze |
| ------------ | ------ | ------ | ----- | ------------ | ------ |
| 2014 Détails | Taïwan | Taïwan | Japon | Corée du Sud |        |

## Bilan par nation
| Rang | Pays         | Or | Argent | Bronze | Total |
| ---- | ------------ | -- | ------ | ------ | ----- |
| 1    | Taïwan       | 1  | 0      | 0      | 1     |
| 2    | Japon        | 0  | 1      | 0      | 1     |
| 3    | Corée du Sud | 0  | 0      | 1      | 1     |